# Llista de sagues de videojocs
Aquest llista és sobre les sagues de videojocs organitzades alfabèticament. Consisteix en sagues de videojocs que han aportat una llista de personatges i elements de videojocs de jugabilitat que són presents en diversos videojocs. En aquesta llista no s'inclouen propietats no intel·lectuals, és a dir, comercials (com pot ser el James Bond o lligues d'esports). El terme saga de videojocs o també sèrie de videojocs indica un conjunt de videojocs creats segons un univers o una jugabilitat comuna i que van ser concebuts com a continuacions.
| Índex A B C D E F G H I J K L M N O P Q R S T U V W X Y Z |

## 0–9
- 1080° Snowboarding[1]
- 1942[2]
- 3D Ultra Minigolf[3]
- 3-D Ultra Pinball[4]
- 7th Dragon[5]

## A
- A Boy and His Blob[6]
- Ace Attorney[7]
- Ace Combat[8]
- ActRaiser[9]
- Adventure Island[10]
- Adventures of Lolo[11]
- Aero Fighters[12]
- Aero the Acro-Bat[13]
- After Burner[14]
- Age of Empires[15]
- Age of Wonders[16]
- Airforce Delta[17]
- Alan Wake
- Aleste[18]
- Alex Kidd[19]
- Alien Breed[20]
- Alien Syndrome[21]
- Alone in the Dark[22]
- Alpine Racer[23]
- Altered Beast[24]
- Alundra[25]
- American McGee's Alice[26]
- America's Army[27]
- Amnesia[28]
- Amped[29]
- Angry Birds[30]
- Animal Crossing[31]
- Anno[32]
- Anomaly[33]
- Another Century's Episode[34]
- Another Code[35]
- Ape Escape[36]
- Arc the Lad[37]
- Arkanoid[38]
- ARMA[39]
- Armored Core[40]
- Army Men[41]
- Army of Two[42]
- Art Academy[43]
- Ar Tonelico[44]
- Asheron's Call[45]
- Asphalt[46]
- Assassin's Creed[47]
- Assault Heroes[48]
- Asteroids[49]
- Astro[50]
- Atelier[51]
- ATV Offroad Fury[52]
- Audiosurf[53]
- Avadon[54]

## B
- Babylonian Castle Saga[55]
- Backyard Sports[56]
- Baldur's Gate[57]
- Bangai-O[58]
- Banjo-Kazooie[59]
- Baraduke[60]
- Bard's Tale[61]
- Baseball Stars[62]
- Bases Loaded[63]
- Batman[64]
  - Batman: Arkham[65]
- Battle Arena Toshinden[66]
- Battlefield[67]
- Battle Gear[68]
- Battle Isle[69]
- Battlestations[70]
- Battletoads[71]
- Battlezone[72]
- Bayonetta[73]
- Beat Hazard[74]
- Beatmania[75]
- Bendy[76]
- Bejeweled[77]
- Big Brain Academy[78]
- Bionic Commando[79]
- BioShock[80]
- Bit.Trip[81]
- The Black Mirror[82]
- Black & White[83]
- Blaster Master[84]
- BlazBlue[85]
- Blazing Angels[86]
- Blinx[87]
- Blitz: The League[88]
- Blood[89]
- Blood Bowl[90]
- BloodRayne[91]
- Bloody Roar[92]
- Blue Dragon[93]
- Bobby Carrot[94]
- Boktai[95]
- Boku no Natsuyasumi[96]
- Bomberman[97]
- Bomb Jack[98]
- Bonk[99]
- Boom Blox[100]
- Border Break[101]
- Borderlands[102]
- Bosconian[103]
- Boulder Dash[30]
- BoxBoy![104]
- Brain Age[105]
- Bravely[106]
- Breakout[107]
- Breath of Fire[108]
- Broken Sword[109]
- Brothers in Arms[110]
- Bubble Bobble[111]
- Bubsy[112]
- Budget Cuts[113]
- Burgertime[114]
- Burnout[115]
- Bushido Blade[116]
- Bus Simulator[117]
- Buster Bros.[118]
- Bust a Groove[119]
- Buzz![120]

## C
- Cabela's[121]
- Call of Duty[122]
- Call of Juarez[123]
- Candy Crush[124]
- Cannon Fodder[125]
- Capcom Vs. SNK[126]
- Carmageddon[127]
- Car Mechanic Simulator[128]
- Carmen Sandiego[129]
- Carnival Games[130]
- Castle Shikigami[131]
- Castlevania[132]
- Centipede[133]
- Championship Manager[134]
- Chaos Rings[135]
- Chase H.Q.[136]
- Chessmaster[137]
- Chibi-Robo![138]
- Chivalry[139]
- Choplifter[140]
- Chrono[141][142]
- City Connection[143]
- Civilization[144]
- ClayFighter[145]
- Clicker Heroes[146]
- Clock Tower[147]
- Clockwork Knight[148]
- Close Combat[149]
- Clubhouse Games[150]
- Colin McRae Rally[151]
- Colony Wars[152]
- Columns[153]
- Combat Mission[154]
- Combat Wings[155]
- Command & Conquer[156]
- Commander Keen[157]
- Commandos[158]
- Company of Heroes[159]
- Condemned[160]
- The Conduit[161]
- Conker[162]
- Contra[163]
- Cooking Mama[164]
- Cool Boarders[165]
- Corpse Party[166]
- Cotton[167]
- Counter-Strike[168]
- Crackdown[169]
- Crash Bandicoot[170]
- Crazy Castle[171]
- Crazy Chicken / Moorhuhn[172]
- Crazy Taxi[24]
- Creatures[173]
- The Crew[174]
- Crimson Skies[175]
- Croc[176]
- Cruis'n[177]
- Crusader Kings[178]
- Crush Pinball[179]
- Crysis[180]
- The Culling[181]
- Custom Robo[182]
- Cut the Rope[183]
- Cyber Sled[184]

## D
- D[185]
- Dance Central[186]
- Dance Dance Revolution[187]
- Danganronpa[188]
- Darius[189]
- Dark Cloud[152]
- The Dark Pictures Anthology[190]
- Dark Seed[191]
- Dark Souls[192]
- Darkstalkers[193]
- Daytona USA[194]
- DC Comics[195]
- de Blob[196]
- Dead Frontier[197]
- Dead Island[198]
- Deadly Premonition[199]
- Dead or Alive[200]
- Dead Rising[201]
- Dead Space[202]
- Dead to Rights[203]
- Deathsmiles[204]
- DeathSpank[205]
- Deer Hunter[206]
- Defense Grid[207]
- Def Jam[208]
- Defender[209]
- Delta Force[210]
- Densha de Go![211][212]
- Descent[213]
- Desperados[214]
- Destroy All Humans![215]
- Deus Ex[216]
- Devil Children[217]
- Devil May Cry[7]
- Diablo[7]
- Dies irae[218]
- Dig Dug[219]
- Dino Crisis[108]
- Disaster Report[220]
- Disgaea[192]
- Dishonored[163]
- Disney Infinity[221]
- Divinity[222]
- Dizzy[223]
- Donkey Kong[156]
- DonPachi[224]
- Doom[225]
- Dota[226]
- Double Dragon[227]
- Dragon Age[30]
- Bola de Drac (Dragon Ball)[228][229]
- Dragon Buster[230]
- Dragon Force[231]
- Dragon Quest[232]
- Dragon Slayer[233]
- Dragon Spirit[234]
- Dragon's Lair[235]
- Drakengard[236]
- Drawn to Life[237]
- Dream Chronicles[238]
- Driver[110]
- Duke Nukem[239]
- Dungeon Defenders[240]
- Dungeon Explorer[241]
- Dungeon Keeper[242]
- Dungeon Siege[243]
- Dying Light[244]
- Dynasty Warriors[245]

## E
- Earth Defense Force[246]
- Earthworm Jim[247]
- Ecco the Dolphin[248]
- El Dorado Gate[249]
- The Elder Scrolls[250]
- Elevator Action[251]
- Empire Earth[252]
- Eternal Champions[253]
- Etrian Odyssey[192]
- Europa Universalis[254]
- EverQuest[255]
- Everybody's Golf[163]
- Evil Genius[256]
- The Evil Within[257]
- eXceed[258]
- Excite[259]
- Exerion[260]
- Exit[261]
- EyeToy[262]

## F
- F1 Circus[263]
- F-Zero[71]
- Fable[264]
- Fallout[265]
- Famicom Grand Prix[266]
- Famicom Tantei Club[267]
- Family Game Night[268]
- Family Party[269]
- Family Stadium[270]
- The Fancy Pants Adventures[271]
- Fantasy Zone[14]
- Far Cry[163]
- Far East of Eden[272]
- Farming Simulator[273]
- Fatal Frame[274]
- Fatal Fury[275]
- Fat Princess[152]
- F.E.A.R.[276]
- Fieldrunners[277]
- FIFA[278]
- Fighting Vipers[279]
- Final Fantasy[280][132]
- Final Lap[281]
- Fire Emblem[163]
- Five Nights at Freddy's[282]
- FlatOut[283]
- Flowers[284]
- Football Manager[285]
- Forza[7]
- Fossil Fighters[286]
- Frequency[287]
- Frogger[288]
- Front Mission[289]
- Frostpunk[290]

## G
- Game Party
- G-Police[291]
- Gabriel Knight[292]
- Gal Gun[293]
- Galaxian[294]
- Galaxy Force[295]
- Game Tengoku[296]
- Ganbare Goemon[297]
- Gauntlet[298]
- Gears of War[168]
- Gekisha Boy[299]
- Geneforge[300]
- Genpei Tōma Den[301]
- Geometry Wars[302]
- The Getaway[152]
- Gex[303]
- Ghosts 'n Goblins[304]
- Giana Sisters[305]
- Giga Wing[306]
- Glory of Heracles[307]
- God Eater[308]
- God of War[309]
- Golden Axe[24]
- Golden Sun[310]
- The Golf Club[311]
- Golly! Ghost![312]
- Gothic[313]
- Gradius[314]
- Gran Turismo[315]
- Grand Theft Auto[316]
- Grandia[317]
- Groove Coaster[318]
- Ground Control[319]
- Growlanser[320]
- Guacamelee![321]
- Guardian Heroes[322]
- Guild[323]
- Guild Wars[324]
- Guilty Gear[325]
- Guitar Hero[168]
- Gunbird[326]
- Gundam[327]
- Gunpey[328]
- Gunslinger Stratos[329]
- Gunstar Heroes[330]
- Gunvolt[331]

## H
- .hack[332]
- Half-Life[156]
- Halo[333]
- Hammerin' Harry[334]
- Hang-On[335]
- Hard Drivin'[336]
- Harry Potter[337]
- Harvest Moon[338]
- Hatsune Miku: Project DIVA[339]
- Hat Trick Hero[340]
- Hearts of Iron[341]
- Hebereke[342]
- Heiankyo Alien[343]
- Herzog[344]
- Hexic[345]
- Hidden & Dangerous[346]
- Hitman[30]
- Homeworld[347]
- Horizon[348]
- Hotline Miami[349]
- The House of the Dead[350]
- Hyperdimension Neptunia[351]
- Hydlide[352]
- Hydro Thunder[353]

## I
- Icewind Dale[354]
- The Idolmaster[355]
- Ikari Warriors[356]
- Illusion[357]
- Image Fight[358]
- Imagine[110]
- Inazuma Eleven[359]
- Infamous[360]
- Infinity[361]
- Infinity Blade[362]
- Injustice[363]
- International Superstar Soccer[364]
- Invizimals[365]
- Iron Soldier[366]
- Itadaki Street[367]

## J
- Jagged Alliance[368]
- Jak and Daxter[369]
- Jake Hunter[370]
- James Bond[371]
- Jazz Jackrabbit[372]
- J.B. Harold[373]
- Jetpac[374]
- Jet Moto[152]
- Jet Set Radio[375]
- Joe & Mac[376]
- Joe Danger[377]
- The Journeyman Project[378]
- Juiced[379]
- Jumping Flash![380]
- Just Cause[381]
- Just Dance[382]

## K
- Kane & Lynch[383]
- Kao the Kangaroo[384]
- Katamari[385]
- Keyboardmania[386]
- Kid Icarus[387]
- Kid Niki[388]
- KiKi KaiKai[389]
- Killer Instinct[390]
- Killing Floor[391]
- Killzone[168]
- Kinect Sports[392]
- Kingdom Hearts[393]
- The King of Fighters[394]
- King's Field[395]
- King's Quest[396]
- Kirby[397]
- Klonoa[398]
- Knights of the Old Temple[399]
- Kotoba no Puzzle[400]
- Kunio-kun[401]
- Kururin[402]
- Kyle Hyde[403]

## L
- Lands of Lore[404]
- Langrisser[405]
- The Last Blade[406]
- Last Ninja[407]
- The Last of Us[408]
- League of Legends[409]
- Left 4 Dead[168]
- Legacy of Kain[410]
- Legend of Legaia[152]
- The Legendary Starfy[411]
- The Legend of Heroes
  - Trails[412]
- The Legend of Kage[413]
- The Legend of Zelda[132]
- Lego[414]
- Lego Ninjago[415]
- Leisure Suit Larry[416]
- Lemmings[417][418]
- Lethal Enforcers[419]
- Life Is Strange[420]
- Lineage[421]
- Lips[422]
- LittleBigPlanet[168]
- Little Nightmares[423]
- Lode Runner[424]
- El Senyor dels Anells (The Lord of the Rings)[425]
- Lost Kingdoms[426]
- Lost Planet[108]
- The Lost Vikings[427]
- Lotus[428]
- LovePlus[429]
- Lucky's Tale[430]
- Lufia[431]
- Luigi[432]
- Lumines[433]
- Lunar[192]

## M
- Madden NFL[434]
- Mafia[435]
- Magical Drop[436]
- Mana[437]
- Manhunt[438]
- Maniac Mansion[439]
- Mappy[440]
- Mario[132]
  - Dr. Mario[441]
  - Mario Kart[442]
  - Mario Party[443]
  - Mario (esports)[444]
  - Mario RPG[192]
  - Mario vs. Donkey Kong[445]
  - Super Mario[446]
- Marvel[447]
- Marvel vs. Capcom[448]
- Mass Effect[449]
- Master of Orion[450]
- Math Blaster[451]
- Max Payne[452]
- MechAssault[453]
- MechWarrior[454]
- Medal of Honor[30]
- MediEvil[455]
- Mega Man[142]
- Megami Tensei[233]
- Mercenaries[83]
- Metal Gear[132]
- Metal Max[456]
- Metal Slug[457]
- Metro[458]
- Metroid[144]
- Microsoft Combat Flight Simulator[459]
- Microsoft Flight Simulator[460]
- Midnight Club[83]
- Midtown Madness[461]
- Might and Magic[462]
- Milon's Secret Castle[463]
- Minecraft[464]
- Mirror's Edge[465]
- MLB 2K[466]
- MLB: The Show[467]
- Momoko 120%[468]
- Momotaro Densetsu[469]
- Momotaro Dentetsu[470]
- Monaco GP[471]
- Monkey Island[472]
- Monster Hunter[7]
- Monster Rancher[473]
- Monster Truck Madness[474]
- Monument Valley[475]
- Mortal Kombat[476]
- Mother[233]
- Motocross Madness[477]
- MotoGP[478]
- Moto Racer[479]
- MotorStorm[480]
- Mount & Blade[481]
- Mr. Do![482]
- Mr. Driller[483]
- MX vs. ATV[484]
- Myst[485]
- Mystery Dungeon[486]
- Myth[487]

## N
- N[488]
- Namco Anthology[489]
- Namco Museum[490]
- Nancy Drew[491]
- Naruto: Ultimate Ninja[492]
- NASCAR[493]
- Navy Field[494]
- NBA 2K[495]
- NBA Live[496]
- NBA Jam[497]
- NCAA Football[498]
- Nectaris / Military Madness[499]
- Need for Speed[500]
- Nekopara[501]
- NES Remix[502]
- Neutopia[503]
- Neverwinter Nights[504]
- NFL 2K[505]
- NHL (EA Sports)[506]
- Nidhogg[507]
- Ni no Kuni[508]
- NieR[509]
- Nights[14]
- Ninja Gaiden[510]
- Ninja JaJaMaru-kun[511]
- Nintendogs[512]
- Nioh[513]
- Nobunaga's Ambition[514]
- No More Heroes[515]
- Numan Athletics[516]

## O
- Oddworld[517]
- Ogre[192]
- Ōkami[518]
- Onechanbara[519]
- One Piece[520]
- One Must Fall[521]
- Onimusha[522]
- Operation Wolf[523]
- Orcs Must Die![524]
- The Oregon Trail[525]
- Osu! Tatakae! Ouendan[526]
- Otogi[527]
- Otomedius[528]
- Outlast[529]
- Out Run[14]
- Overcooked[530]

## P
- Pac-Man[531]
  - Pac-Man World[532]
- Panzer Dragoon[533]
- Papa Louie[534]
- PaRappa the Rapper[535]
- Parasite Eve[141]
- Parkan[536]
- Parodius[537]
- Patapon[538]
- Pathologic[539]
- Payday[540]
- Peggle[541]
- Pengo[542]
- Penumbra[543]
- Perfect Dark[544]
- Persona[545]
- Petz[110]
- PGA Tour[546]
- Phantasy Star[192]
- Pikmin[547]
- Pillars of Eternity[548]
- Pilotwings[549]
- Pinball FX[550]
- Pirate Ship Higemaru[551]
- Pitfall![552]
- PixelJunk[553]
- PlanetSide[554]
- Plants vs. Zombies[555]
- Point Blank[556]
- Pokémon[142]
  - Pokémon Pinball[557]
  - Pokémon Play It![558]
  - Pokémon Puzzle[559]
  - Pokémon Ranger[560]
  - Pokémon Snap[561]
  - Pokémon Stadium[562]
  - PokéPark[563]
- Pole Position[564]
- The Political Machine[565][566]
- Pong[567]
- Populous[568]
- Portal[569]
- Postal[570]
- Power Pros[571]
- Power Stone[572]
- Prince of Persia[110]
- Princess Maker[573]
- Pro Evolution Soccer[574]
- Professor Layton[575]
- Project Gotham Racing[576]
- Project X Zone[577]
- Prototype[578]
- Psychonauts
- Punch-Out!![526]
- Pushmo[579]
- Putt-Putt[580]
- Puyo Puyo[581]
- Puzzle Bobble[582]
- Puzzle & Dragons[583]
- Puzzle League[584]
- Puzzle Quest[585]

## Q
- Q*bert[586]
- Qix[587]
- Quake[7]
- Quest for Glory[588]

## R
- R-Type[589]
- Raiden[590]
- Railroad Tycoon[591]
- Rakugaki Ōkoku[592]
- Rampage[593]
- Rally-X[594]
- Rastan[595]
- Ratchet & Clank[168]
- RayForce[596]
- Rayman[110]
  - Raving Rabbids[597]
- R.C. Pro-Am[598]
- Red Dead[599]
- Red Faction[600]
- Red Steel[110]
- Remnant[601]
- Resident Evil[144]
- Resistance[602]
- Retro Game Challenge[603]
- Return Fire[604]
- Rhythm Heaven[605]
- Rick Dangerous(xinès)
- Ridge Racer[606]
- Risen[607]
- Risk of Rain[608]
- Road Fighter[609]
- Road Rash[610]
- Robopon[611]
- Robot[612]
- Robotron: 2084[613]
- Rock Band[168]
- Rod Land[614]
- Rogue Legacy[615]
- RollerCoaster Tycoon[616]
- Rolling Thunder[617]
- Romance of the Three Kingdoms[618][619]
- RPG Maker[620]
- Rugby League[621]
- Rumble Roses[622]
- Rune Factory[623]
- Runescape[624]
- Rush[625]
- Rush'n Attack[626]
- Rygar[627]

## S
- Sabreman[628]
- SaGa[192]
- Saints Row[168]
- Sakura Wars[629]
- Salamander[630]
- Sam & Max[631]
- Samurai Shodown[632]
- Samurai Warriors[633]
- Sanctum[634]
- Scene It?[635]
- Schoolgirl Strikers[636]
- Science Adventure[637]
- Scramble[638]
- Scribblenauts[639]
- Sea Battle[640]
- Seaman[641]
- Sega Ages[642]
- Sega Bass Fishing[643]
- Sega Rally[644]
- Sengoku Basara[645]
- Senran Kagura[646]
- Serious Sam[647]
- The Settlers[110]
- Shadowgate[648]
- Shadow Man[649]
- Shadow of the Beast[650]
- Shadow Warrior[651]
- Shank[652]
- Shantae[653]
- Shenmue[654]
- Les aventures de Sherlock Holmes (Sherlock Holmes)[655]
- Shining[192]
- Shinobi[24]
- Shōnen Jump[656]
- Shoot Away[657]
- Silent Hill[658]
- Silent Scope[659]
- Silpheed[660]
- SimCity[661]
- Simple[662]
- The Sims[144]
- Sin and Punishment[663]
- SingStar[664]
- Skate[168]
- Skylanders[665]
- Sly Cooper[666]
- Snake Rattle 'n' Roll[667]
- Sniper Elite[668]
- Sniper: Ghost Warrior[669]
- Snowboard Kids[670]
- SOCOM[671]
- Soldier of Fortune[672]
- Sonic Blast Man[673]
- Sonic the Hedgehog[674][142]
- Soulcalibur[675]
- South Park[676]
- Space Channel 5[677]
- Space Empires[678]
- Space Harrier[14]
- Space Invaders[679]
- Space Quest[680]
- Speedball[681]
- SpellForce[682]
- Spider-Man[683]
- Splashdown[684]
- Splatoon[685]
- Splatterhouse[686]
- 'Splosion Man[687]
- Bob Esponja (SpongeBob SquarePants)[688]
- Spy Hunter[689]
- Spyro[690]
- SSX[691]
- S.T.A.L.K.E.R.[692]
- Star Control[693]
- Star Force[694]
- Star Fox[695]
- Star Luster[696]
- Star Ocean[697]
- Star Raiders[698]
- La guerra de les galàxies (Star Wars)[699]
  - Star Wars: Battlefront[700]
- StarCraft[701]
- Star Soldier[702]
- StarTropics[703]
- State of Decay[704]
- SteamWorld[705]
- Steel Battalion[706]
- Steel Division[707]
- Steel Gunner[708]
- Story of Seasons[709]
- Street Fighter[316]
- Streets of Rage[710]
- Strider[711]
- Strikers 1945[712]
- Stronghold[713]
- Subnautica[714]
- Suikoden[233]
- Summon Night[715]
- Super Mega Baseball[716]
- Super Monkey Ball[717]
- Super Robot Wars[718]
- Super Smash Bros.[719]
- Supreme Commander[720]
- Surgeon Simulator[721]
- Sutte Hakkun[722]
- Swordquest[723]
- Syberia[724]
- Syndicate[725]
- Syphon Filter[152]
- System Shock[83]

## T
- Taiko no Tatsujin[726]
- Taito Memories[727]
- Tak[728]
- Tales[192]
- Tank Battalion[729]
- Team Fortress[730]
- Tecmo Bowl[731]
- Les tortugues ninja (Teenage Mutant Ninja Turtles)[732]
- Tekken[733]
- Tempest[734]
- Tenchu[735]
- Terra Cresta[736]
- Test Drive[737]
- Tetris[156]
- Thief[30]
- This Is Football[738]
- Thunder Ceptor[739]
- Thunder Cross[740]
- Thunder Force[741]
- Tiger Heli[742]
- Time Crisis[743]
- Time Pilot[744]
- TimeSplitters[745]
- Titanfall[746]
- Tobal[747]
- TOCA[748]
- ToeJam & Earl[749]
- Tokimeki Memorial[750]
- Tom Clancy's[142][110]
  - Tom Clancy's The Division[751]
  - Tom Clancy's Ghost Recon[110]
  - Tom Clancy's H.A.W.X[752]
  - Tom Clancy's Rainbow Six[110]
  - Tom Clancy's Splinter Cell[110]
- Tomb Raider[168]
- Tomodachi Collection[753]
- Tony Hawk's[7]
- Torchlight[754]
- Total Annihilation[755]
- Total War[756][757]
- Touch! Generations[758]
- Touhou Project[759]
- Toukiden[760]
- Track & Field[761]
- Train Simulator[762]
- Transformers[763]
- Trauma Center[764]
- Trials[765]
- Tribes[766]
- Trine[767]
- Tropico[768]
- Truck Simulator[769]
- True Crime[770]
- Truxton[771]
- Turok[772]
- Turrican[773]
- Twilight Syndrome[774]
- TwinBee[775]
- Twisted Metal[776]
- Two Worlds[777]
- Ty the Tasmanian Tiger[778]

## U
- Ultima[7]
- Uncharted[779][780]
- Unravel[781]
- Unreal[782]
- Uridium[783]

## V
- Valis[784]
- Valkyria Chronicles[163]
- Valkyrie[785]
- Valkyrie Profile[786]
- Vampire: The Masquerade[787]
- Vandal Hearts[788]
- Vanguard[789]
- Vectorman[790]
- Vib-Ribbon[791]
- Viewtiful Joe[792]
- Vigilante 8[793]
- Violence Fight[794]
- Virtua Cop[795]
- Virtua Fighter[156]
- Virtua Striker[796]
- Virtua Tennis[797]
- Virtual On[798]
- Viva Piñata[799]
- V-Rally[800]

## W
- Wagan Land[801]
- The Walking Dead[802]
- Wangan Midnight[803]
- Warcraft[144]
- Warhammer 40,000[804]
- Warhammer Fantasy[804]
- Wario[805][806]
  - WarioWare[807][808]
  - Wario Land[809][810]
- Warlords[811]
- Wars[526]
- Wasteland[812]
- Watch Dogs[813]
- Wave Race[814]
- White Knight Chronicles[815]
- Wii[816]
- Wild Arms[37]
- Wing Commander[817]
- Winning Run[818]
- Wipeout[819]
- The Witcher[820]
- Wizardry[821]
- Wizards & Warriors[822]
- Wolf Fang[823]
- Wolfenstein[163]
- Wonder Boy[824]
- Wonder Momo[825]
- Wonder Project[826]
- World Heroes[827]
- World Stadium[828]
- Worms[829]
- Wrecking Crew[830]
- WWE 2K[831]

## X
- X (Egosoft)[832]
- X (Nintendo)[833]
- Xanadu[834]
- X-COM[835]
- Xeno[192]
  - Xenogears[192]
  - Xenosaga[192]
  - Xenoblade Chronicles[192]
- Xevious[836]

## Y
- Yakuza[163]
- Yie Ar Kung-Fu[837]
- Yo-kai Watch[838]
- Yooka-Laylee[839]
- Yoshi[840]
- You Don't Know Jack[841]
- Ys[233]
- Yu-Gi-Oh![842]

## Z
- Zanac[843]
- Zaxxon[844]
- Zero Escape[845]
- Zill O'll[846]
- Zombie Tycoon[847]
- Zone of the Enders[848]
- Zool[849]
- Zoombinis[850]
- Zoo Tycoon[851]
- Zork[852]
- Zuma[853]
- Zumba Fitness[854]